# Derby de la Côte d'Azur
 (juin 2023).
 (juin 2023).
- Si vous ne connaissez pas le sujet, laissez ce bandeau (vous pouvez alors contacter les auteurs).
- Si vous supprimez le contenu mis en cause (vous pouvez préalablement contacter les auteurs),

argumentez précisément cette suppression dans la page de discussion
(un manque de référence n'est pas un argument ; une recherche réelle de référence doit avoir été effectuée, être formellement documentée).
Le Derby de la Côte d'Azur est un match qui oppose deux clubs affiliés à la FFF : l'OGC Nice et l'AS Monaco. Le nom du derby vient du fait que les équipes sont toutes deux situées sur la Côte d'Azur.
Géographiquement, ce derby est le plus proche de Ligue 1. Seulement 20 kilomètres séparent Nice de Monaco.
Les clubs de l'AS Cannes, qui fut professionnel de 1932 à 2004, et le FC Antibes, professionnel de 1932 à 1947 ont également pu prétendre dans le passé à participer à cette rivalité azuréenne.

## Histoire
Lors du premier championnat régional azuréen, au début du XXe siècle, les clubs de Nice composent le plateau d'équipes inscrites : le Football Vélo Club de Nice, créé en 1899 et qui sera à l'origine du FAC Nice, le Nice-Sports (qui fusionnera avec le Cavigal en 1955) et l'Union sportive du Lycée de Nice. Dans les autres villes sont fondés l'Étoile sportive d'Antibes, le Football Club Antibois, l'Association Sportive de Cannes, Étoile sportive de Cannes…
Avant la Grande Guerre, le Stade raphaëlois s'impose comme le club phare sur la Côte d'Azur en enlevant tous les titres locaux à partir de 1908 à 1914, 1910 exclu (l'AS Cannes remporte le titre en 1910). La rivalité entre les deux clubs perdura lors des années 1920, où toutefois, la ligue Côte d'Azur est fusionnée avec la ligue Littoral, donnant naissance à la ligue du Sud-est. En 1931 la candidature de Saint-Raphaël n'est pas retenu par la FFF pour accéder au statut professionnel. L'AS Cannes notamment, qui reçoit le feu vert de la Fédération prend alors nettement l'ascendant régional sur le club raphaëlois qui doit se contenter des compétitions amateurs.
Lors du premier championnat de France disputé lors de la saison 1932-1933, trois clubs azuréens y participent : l'OGC Nice, l'AS Cannes et l'Olympique d'Antibes. Une rivalité supplémentaire s'instaure dès la première saison entre Antibes et Cannes : le club antibois accède à la finale nationale, mais se retrouve déclassé à la suite d'un scandale de corruption : la victoire contre Fives lors de la dernière journée de championnat ayant été achetée par Antibes. L'AS Cannes (2e) profite du scandale et se qualifie pour la finale.
À partir de 1934, et la relégation de l'OGC Nice, Cannes et Antibes se disputeront la domination régionale à travers le championnat de France. À partir de 1940 se déroulent les championnats dit « de guerre », la partie nord su pays étant sous l'Occupation. En 1943, les équipes professionnelles disparaissent au profit d'équipes fédérales. Les meilleurs des joueurs sont alors regroupés au sein de l'équipe fédérale Nice-Côte d'Azur, qui termine 8e sur 16 du championnat. Cette formation est dissoute à la Libération, permettant la réapparition des clubs. En 1945, l'AS Cannes demeure le dernier représentant azuréen en 1re Division, Nice et Antibes étant intégré à la Division Interrégionale (D2).
La saison 1948-1949 marque un tournant dans la domination du football sur la Côte d'Azur. L'OGC Nice, juste promu, termine 7e du championnat alors que dans le même temps l'AS Cannes se retrouve relégué. Au cours de cette saison le club niçois l'emporte à deux reprises (2-0 et 1-2). Alors que s’annonce la période la plus glorieuse de l'OGC Nice, l'AS Cannes va alors connaître une très longue période de « disette », écumant le championnat de Division 2 pendant près de 40 ans. Cette même année, l'AS Monaco remporte le championnat du Sud-Est et accède au professionnalisme. L'année précédente, l'Olympique d'Antibes avait terminé dernier de la D2. Plus jamais, Antibes ne pourra prétendre à une quelconque hégémonie sur la Côte d'Azur.

## Clubs azuréens

### Clubs professionnels
| Club       | Période     | Statut actuel | Commentaire                                                                                  |
| ---------- | ----------- | ------------- | -------------------------------------------------------------------------------------------- |
| OGC Nice   | depuis 1932 | Ligue 1       | Le club perdit brièvement en 1934 son statut professionnel.                                  |
| AS Cannes  | 1932-2004   | National 2    | Le club perd en 2004 son statut professionnel et doit fermer en 2006 le centre de formation. |
| FC Antibes | 1932-1947   | Amateur       |                                                                                              |
| FAC Nice   | 1933-1934   | Amateur       |                                                                                              |
| AS Monaco  | depuis 1948 | Ligue 1       |                                                                                              |

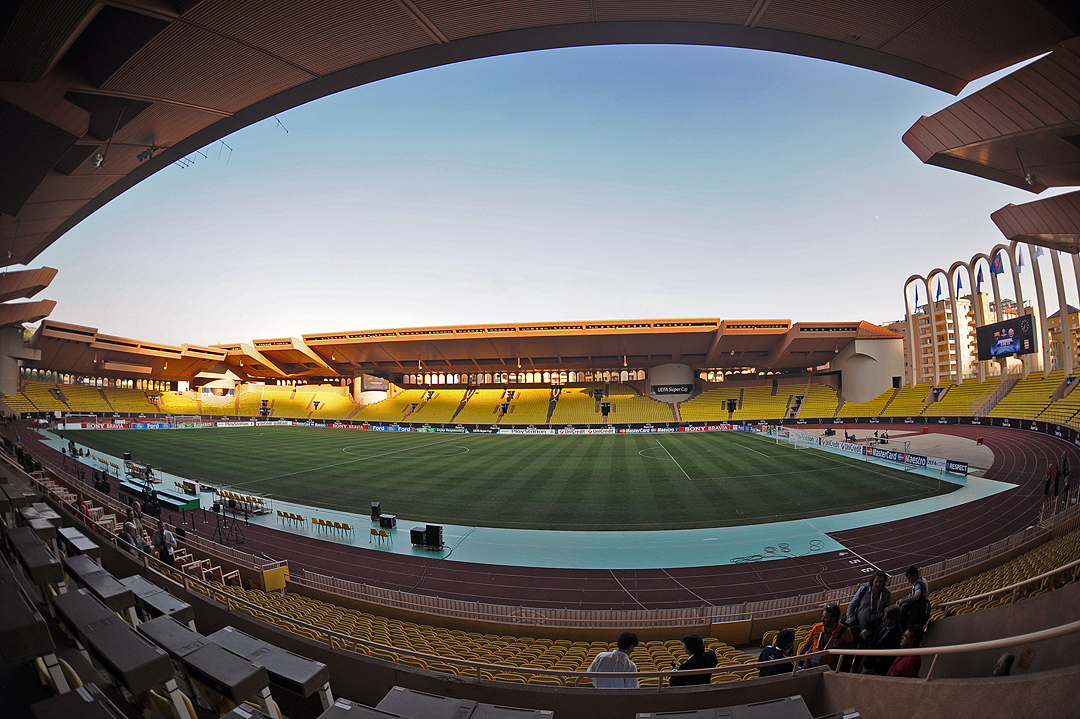
Stade Louis-II Monaco
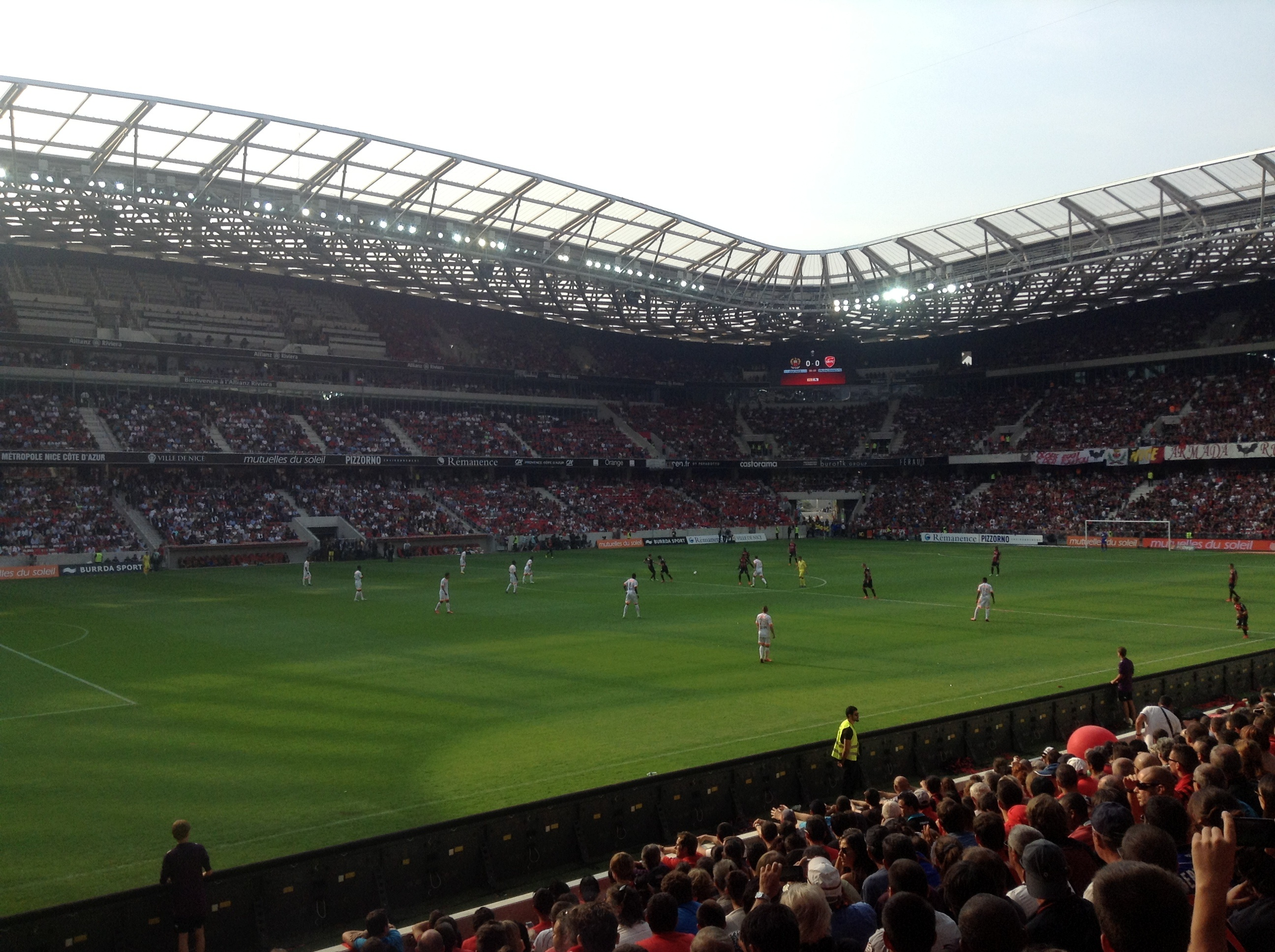
Allianz Riviera Nice
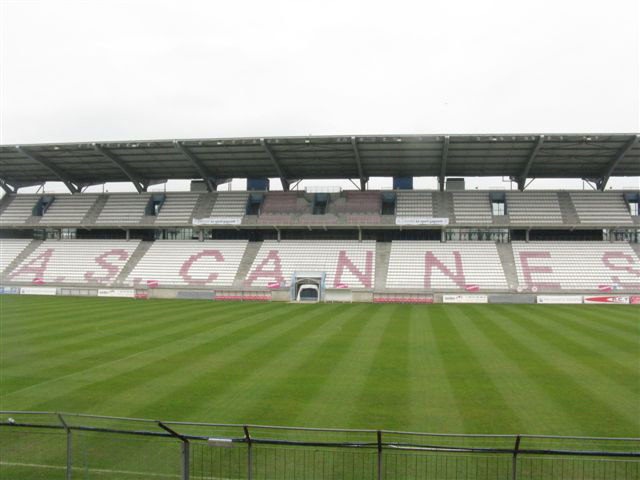
Stade Pierre-de-Coubertin Cannes

### Palmarès national des clubs
La palmarès national des clubs azuréen est le suivant
| - Championnat de France (12) - AS Monaco (8) - OGC Nice (4) - Trophée des champions (5) - AS Monaco (4) - OGC Nice (1) | - Coupe de France (9) - AS Monaco (5) - OGC Nice (3) - AS Cannes (1) - Coupe de la Ligue (1) - AS Monaco (1) |

### Domination de la Côte d'Azur
- De 1905 à 1914 et de 1918 à 1919[4] : Club champion de la Ligue Côte d'Azur, qualificatif pour le Championnat de France de football (USFSA)
- De 1919 à 1932[5] : Club le mieux classé en Division d'Honneur du Sud-Est, qualificatif pour le Championnat de France de 1927 à 1929
- De 1932 à 1939 : Club le mieux classé en division nationale
- De 1940 à 1943 et de 1944 à 1945 : Club le mieux classé en championnat de guerre
- De 1943 à 1944 : Club le mieux classé en championnat de France amateur, poule du Comité de Provence
- Depuis 1945 : Club le mieux classé en division nationale

## Rivalité entre l'AS Monaco et l'OGC Nice

### Explication de la rivalité
La rivalité entre Monaco et Nice est tout d'abord géographique, les deux clubs n'étant séparés que d'une vingtaine de kilomètres. D'autre part, la rivalité est également sportive, Nice et Monaco ayant évolué de nombreuses années ensemble en D1, dont neuf années consécutives de 2002 à 2011 et ayant tous les deux des palmarès parmi les plus importants de France (l'OGC Nice a gagné 4 championnats de première division et 3 coupes de France tandis que l'AS Monaco a gagné 8 championnats et 5 coupes de France). Selon Lionel Letizi, « Monaco a toujours eu plus de moyens financiers que l'OGC Nice, et sportivement il y a souvent eu beaucoup d'écart entre les deux clubs. Aujourd'hui, il n'y en a plus. Or, la rivalité était accentuée par cette différence sportive ».
En 2011-2012, il n'y aura pas de derby à la suite de la relégation en Ligue 2 de l'AS Monaco, qui finit 18e, juste derrière... l'OGC Nice.
Cependant, la rivalité et la passion du derby ne diminuent pas. En effet, lors d'un 1/8e de finale de coupe Gambardella opposant Nice à Monaco (le 11 mars 2012), plus de 1000 supporters remplissent le Stade de la Plaine du Var. Le match sera arrêté pendant 10 minutes à cause de jets de fumigènes de la part de certains supporters niçois. Finalement, le match se termine après 20 minutes de retard sur le score de 2-1 pour Nice, qui élimine le tenant du titre et qui remportera le trophée quelques semaines plus tard.
L'AS Monaco remonte en Ligue 1 pour la saison 2013-2014, c'est donc aussi le retour du derby : le premier match entre les deux équipes aura lieu le mercredi 4 décembre 2013 à l'Allianz Riviera, et le match retour aura lieu le dimanche 20 avril 2014 au stade Louis-II.

### Bilan
- Statistiques générales[7],[8]

| Compétition           | Rencontre             | Victoires de l'OGC Nice | Matchs nuls | Victoires de l'AS Monaco | Total |
| --------------------- | --------------------- | ----------------------- | ----------- | ------------------------ | ----- |
| Division 1 / Ligue 1  | OGCN-ASM              | 19                      | 11          | 21                       | 102   |
| Division 1 / Ligue 1  | ASM-OGCN              | 12                      | 15          | 25                       | 102   |
| Division 2 / Ligue 2  | OGCN-ASM              | 1                       | 0           | 0                        | 2     |
| Division 2 / Ligue 2  | ASM-OGCN              | 0                       | 1           | 0                        | 2     |
| Coupe de France       | Coupe de France       | 3                       | 4           | 9                        | 16    |
| Coupe de la Ligue     | Coupe de la Ligue     | 1                       | 0           | 2                        | 3     |
| Trophée des champions | Trophée des champions | 0                       | 0           | 1                        | 1     |
| Total                 | Total                 | 36                      | 31          | 57                       | 124   |

### Résultats
| Saison    | Compétition             | Rencontre | Rés.            | Date              | Buteur(s) pour l'AS Monaco                             | Buteur(s) pour l'OGC Nice                        | Spectateurs   |
| --------- | ----------------------- | --------- | --------------- | ----------------- | ------------------------------------------------------ | ------------------------------------------------ | ------------- |
| 1953-1954 | Division Nationale      | ASM-OGCN  | 0-3             | 11 novembre 1953  | -                                                      | Mahjoub 12e, Fontaine 52e, Antonio 55e           |               |
| 1953-1954 | Division Nationale      | OGCN-ASM  | 1-2             | 4 avril 1954      | ?                                                      | ?                                                |               |
| 1954-1955 | Division Nationale      | ASM-OGCN  | 1-1             | 30 août 1954      | ?                                                      | ?                                                |               |
| 1954-1955 | Division Nationale      | OGCN-ASM  | 1-1             | 23 janvier 1955   | ?                                                      | ?                                                |               |
| 1955-1956 | Division Nationale      | ASM-OGCN  | 4-2             | 20 novembre 1955  | ?                                                      | ?                                                |               |
| 1955-1956 | Division Nationale      | OGCN-ASM  | 1-1             | 22 avril 1956     | ?                                                      | ?                                                |               |
| 1956-1957 | Division Nationale      | ASM-OGCN  | 2-1             | 28 octobre 1956   | ?                                                      | ?                                                |               |
| 1956-1957 | Division Nationale      | OGCN-ASM  | 0-2             | 17 mars 1957      | ?                                                      | -                                                |               |
| 1957-1958 | Division Nationale      | OGCN-ASM  | 0-1             | 3 novembre 1957   | ?                                                      | -                                                |               |
| 1957-1958 | Division Nationale      | ASM-OGCN  | 1-1             | 23 mars 1958      | ?                                                      | ?                                                |               |
| 1958-1959 | Division Nationale      | OGCN-ASM  | 2-0             | 28 septembre 1958 | -                                                      | ?                                                |               |
| 1958-1959 | Division Nationale      | ASM-OGCN  | 1-1             | 2 février 1959    | ?                                                      | ?                                                |               |
| 1959-1960 | Division Nationale      | OGCN-ASM  | 3-2             | 18 octobre 1959   | ?                                                      | ?                                                |               |
| 1959-1960 | Coupe de France         | ASM-OGCN  | 3-1             | 3 avril 1960      | ?                                                      | ?                                                |               |
| 1959-1960 | Division Nationale      | ASM-OGCN  | 2-0             | 10 avril 1960     | ?                                                      | ?                                                |               |
| 1960-1961 | Division Nationale      | ASM-OGCN  | 5-1             | 2 octobre 1960    | ?                                                      | ?                                                |               |
| 1960-1961 | Division Nationale      | OGCN-ASM  | 6-0             | 9 avril 1961      | -                                                      | ?                                                |               |
| 1961-1962 | Division Nationale      | ASM-OGCN  | 1-2             | 15 octobre 1961   | ?                                                      | ?                                                |               |
| 1961-1962 | Coupe de France         | ASM-OGCN  | 2-0             | 7 janvier 1962    | ?                                                      | ?                                                |               |
| 1961-1962 | Division Nationale      | OGCN-ASM  | 1-1             | 23 mars 1962      | ?                                                      | ?                                                |               |
| 1962-1963 | Division Nationale      | OGCN-ASM  | 2-2             | 21 octobre 1962   | ?                                                      | ?                                                |               |
| 1962-1963 | Division Nationale      | ASM-OGCN  | 6-2             | 24 mars 1963      | ?                                                      | ?                                                |               |
| 1963-1964 | Division Nationale      | ASM-OGCN  | 0-0             | 7 septembre 1963  | -                                                      | -                                                |               |
| 1963-1964 | Division Nationale      | OGCN-ASM  | 0-2             | 26 janvier 1964   | ?                                                      | -                                                |               |
| 1965-1966 | Division Nationale      | OGCN-ASM  | 1-2             | 5 septembre 1965  | ?                                                      | ?                                                |               |
| 1965-1966 | Coupe de France         | OGCN-ASM  | 1-0             | 16 janvier 1966   | -                                                      | ?                                                |               |
| 1965-1966 | Division Nationale      | ASM-OGCN  | 0-3             | 30 janvier 1966   | -                                                      | ?                                                |               |
| 1966-1967 | Division Nationale      | ASM-OGCN  | 0-0             | 19 novembre 1966  | -                                                      | -                                                |               |
| 1966-1967 | Coupe de France         | ASM-OGCN  | 0-0 (a.p.)      | 15 janvier 1967   | -                                                      | -                                                |               |
| 1966-1967 | Coupe de France         | ASM-OGCN  | 3-1             | 19 janvier 1967   | ?                                                      | ?                                                |               |
| 1966-1967 | Division Nationale      | OGCN-ASM  | 0-0             | 21 mai 1967       | -                                                      | -                                                |               |
| 1967-1968 | Division Nationale      | ASM-OGCN  | 2-2             | 10 septembre 1967 | ?                                                      | ?                                                |               |
| 1967-1968 | Division Nationale      | OGCN-ASM  | 0-2             | 28 janvier 1968   | ?                                                      | -                                                |               |
| 1968-1969 | Division Nationale      | ASM-OGCN  | 0-0             | 20 octobre 1968   | -                                                      | -                                                |               |
| 1968-1969 | Division Nationale      | OGCN-ASM  | 1-0             | 23 mars 1969      | -                                                      | Santos 56e                                       |               |
| 1969-1970 | Division Interrégionale | ASM-OGCN  | 0-0             | 22 octobre 1969   | -                                                      | -                                                |               |
| 1969-1970 | Division Interrégionale | OGCN-ASM  | 2-1             | 1er avril 1970    | Floch 10e                                              | Quittet 70e, Chorda 85e (pen.)                   |               |
| 1971-1972 | Division Nationale      | ASM-OGCN  | 0-2             | 13 octobre 1971   | -                                                      | Quittet 25e (pen.), Eriksson 75e (pen.)          |               |
| 1971-1972 | Division Nationale      | OGCN-ASM  | 2-0             | 24 mars 1972      | -                                                      | Eriksson 7e (pen.), Revelli 70e                  |               |
| 1973-1974 | Division 1              | ASM-OGCN  | 1-1             | 17 octobre 1973   | Onnis 90e (pen.)                                       | Molitor 68e                                      |               |
| 1973-1974 | Division 1              | OGCN-ASM  | 3-2             | 16 mars 1974      | Duvalle 32e, Onnis 44e                                 | Loubet 13e, Huck 36e, Adams 36e                  |               |
| 1974-1975 | Division 1              | ASM-OGCN  | 3-2             | 24 septembre 1974 | Dalger 30e, Onnis 32e 85e                              | Loubet 74e, Eriksson 76e                         |               |
| 1974-1975 | Division 1              | OGCN-ASM  | 2-3             | 16 février 1975   | Dalger 38e, Onnis 55e 65e                              | Musemic 24e, Sanchez 62e                         |               |
| 1975-1976 | Division 1              | OGCN-ASM  | 4-1             | 22 août 1975      | Onnis 7e                                               | Musemic 29e (pen.), Sanchez 83e, Molitor 43e 80e |               |
| 1975-1976 | Division 1              | ASM-OGCN  | 4-1             | 18 janvier 1976   | Onnis 32e 40e 54e 62e                                  | Sanchez 70e                                      |               |
| 1977-1978 | Division 1              | OGCN-ASM  | 1-1             | 23 septembre 1977 | Petit 28e                                              | Ascery 5e (pen.)                                 |               |
| 1977-1978 | Division 1              | ASM-OGCN  | 2-0             | 11 février 1978   | Petit 32e, Gudimard 77e                                | -                                                |               |
| 1977-1978 | Coupe de France         | OGCN-ASM  | 1-0             | 5 mai 1978        | -                                                      | Guillou 39e                                      |               |
| 1977-1978 | Coupe de France         | ASM-OGCN  | 1-1             | 8 mai 1978        | Nogues 23e                                             | Bjekovic 71e                                     |               |
| 1978-1979 | Division 1              | ASM-OGCN  | 6-1             | 8 septembre 1978  | Nogues 14e 35e, Onnis 29e 74e, Dalger 54e, Emon 57e    | Sanchez 83e                                      |               |
| 1978-1979 | Division 1              | OGCN-ASM  | 1-2             | 2 mars 1979       | Moizan 34e, Emon 62e                                   | Ascery 70e (pen.)                                |               |
| 1979-1980 | Division 1              | ASM-OGCN  | 2-1             | 22 septembre 1979 | Trossero 9e, Chorda 85e (pen.)                         | Barraja 75e                                      |               |
| 1979-1980 | Division 1              | OGCN-ASM  | 1-2             | 2 mars 1980       | Nogues 65e, Couriol 89e                                | Gentili 27e                                      |               |
| 1980-1981 | Division 1              | ASM-OGCN  | 1-0             | 23 novembre 1980  | Trossero 9e                                            | -                                                |               |
| 1980-1981 | Division 1              | OGCN-ASM  | 2-1             | 29 mai 1981       | Christophe 45e                                         | Buscher 7e Nogues 19e                            |               |
| 1981-1982 | Division 1              | ASM-OGCN  | 1-0             | 12 septembre 1981 | Barberis 79e                                           | -                                                |               |
| 1981-1982 | Division 1              | OGCN-ASM  | 0-2             | 12 février 1982   | Barberis 9e, Pécout 10e                                | -                                                |               |
| 1981-1982 | Coupe de France         | ASM-OGCN  | 2-0             | 3 mars 1982       | Valadier 64e, Edström 80e                              | -                                                |               |
| 1981-1982 | Coupe de France         | OGCN-ASM  | 1-1             | 17 mars 1982      | Pécout 44e                                             | Morabito 45e                                     |               |
| 1985-1986 | Division 1              | ASM-OGCN  | 0-1             | 3 septembre 1985  | -                                                      | Marguerite 62e                                   |               |
| 1985-1986 | Division 1              | OGCN-ASM  | 1-0             | 1er février 1986  | -                                                      | Mege 47e                                         |               |
| 1986-1987 | Division 1              | OGCN-ASM  | 1-0             | 3 octobre 1986    | -                                                      | Henry 53e                                        |               |
| 1986-1987 | Coupe de France         | ASM-OGCN  | 2-0             | 1er avril 1987    | Valadier 64e, Edström 80e                              | -                                                |               |
| 1986-1987 | Division 1              | ASM-OGCN  | 1-0             | 4 avril 1987      | Da Fonseca 88e                                         | -                                                |               |
| 1986-1987 | Coupe de France         | OGCN-ASM  | 0-3             | 7 avril 1987      | Da Fonseca 57e, Bijotat 60e, Lerby 84e                 | -                                                |               |
| 1987-1988 | Division 1              | OGCN-ASM  | 0-0             | 31 octobre 1987   | -                                                      | -                                                |               |
| 1987-1988 | Coupe de France         | ASM-OGCN  | 1-1             | 30 mars 1988      | Ferratge 27e                                           | Kurbos 56e                                       |               |
| 1987-1988 | Coupe de France         | OGCN-ASM  | 2-0             | 5 avril 1988      | -                                                      | Bravo 43e, N'Dioro 90e                           |               |
| 1987-1988 | Division 1              | ASM-OGCN  | 1-0             | 13 mai 1988       | Dib 66e                                                | -                                                |               |
| 1990-1991 | Division 1              | OGCN-ASM  | 0-0             | 14 septembre 1990 | -                                                      | -                                                |               |
| 1990-1991 | Division 1              | ASM-OGCN  | 2-1             | 13 février 1991   | Djorkaeff 30e (pen.), Díaz 75e                         | Buffat 43e                                       |               |
| 1994-1995 | Division 1              | ASM-OGCN  | 0-2             | 31 août 1994      | -                                                      | Sandjak 35e, Mangione 63e                        |               |
| 1994-1995 | Division 1              | OGCN-ASM  | 3-1             | 7 février 1995    | Thuram 43e                                             | Collet 6e, Chaouch 9e, Sandjak 29e               |               |
| 1995-1996 | Division 1              | ASM-OGCN  | 1-0             | 1 décembre 1995   | Anderson 79e                                           | -                                                |               |
| 1995-1996 | Coupe de la Ligue       | OGCN-ASM  | 2-2 (t.a.b 0-2) | 13 décembre 1995  | Madar 5e 10e                                           | Mangione 64e, 73e                                |               |
| 1995-1996 | Division 1              | OGCN-ASM  | 1-2             | 25 juillet 1995   | Viaud 42e, Madar 61e                                   | Nagbe 16e                                        |               |
| 1996-1997 | Division 1              | ASM-OGCN  | 4-1             | 19 octobre 1996   | Ikpeba 36e 60e Anderson 52e 78e                        | Debbah 69e                                       |               |
| 1996-1997 | Division 1              | OGCN-ASM  | 0-2             | 26 mars 1997      | Pottier 14e (csc) Ikpeba 90e                           | -                                                |               |
| 1997-1998 | Trophée des champions   | ASM-OGCN  | 5-2             | 23 juillet 1997   | Lefevre 3e, N'Doram 15e 17e, Ikpeba 33e, Trézéguet 76e | Debbah 69e, Vignola 90e                          |               |
| 2002-2003 | Ligue 1                 | OGCN-ASM  | 1-0             | 8 novembre 2002   | -                                                      | Everson 24e                                      |               |
| 2002-2003 | Ligue 1                 | ASM-OGCN  | 0-1             | 6 avril 2003      | -                                                      | Diawara 78p                                      |               |
| 2003-2004 | Ligue 1                 | ASM-OGCN  | 1-1             | 21 janvier 2004   | Morientes 40e                                          | Meslin 90e (pen.)                                |               |
| 2003-2004 | Ligue 1                 | OGCN-ASM  | 1-2             | 3 avril 2004      | Pršo 35e, Giuly 45e                                    | Varrault 11e                                     |               |
| 2004-2005 | Ligue 1                 | ASM-OGCN  | 3-4             | 2 octobre 2004    | Saviola 5e, Adebayor 19e 60e                           | Agali 67e 72e 74e Vahirua 82e                    |               |
| 2004-2005 | Ligue 1                 | OGCN-ASM  | 2-1             | 26 février 2005   | Gigliotti 58e                                          | Balmont 13e, Ederson 56e                         |               |
| 2005-2006 | Ligue 1                 | ASM-OGCN  | 0-0             | 29 septembre 2005 | -                                                      | -                                                |               |
| 2005-2006 | Coupe de la Ligue       | ASM-OGCN  | 0-1             | 7 février 2006    | -                                                      | Ederson 56e                                      |               |
| 2005-2006 | Ligue 1                 | OGCN-ASM  | 2-0             | 18 février 2006   | -                                                      | Bellion 8e (pen.), Koné 78e                      |               |
| 2006-2007 | Ligue 1                 | ASM-OGCN  | 0-0             | 4 novembre 2006   | -                                                      | -                                                |               |
| 2006-2007 | Ligue 1                 | OGCN-ASM  | 1-1             | 1er avril 2007    | Plašil 80e                                             | Laslandes 11e                                    |               |
| 2007-2008 | Ligue 1                 | ASM-OGCN  | 1-1             | 1er décembre 2007 | Koller 86e                                             | Laslandes 90+1e                                  |               |
| 2007-2008 | Ligue 1                 | OGCN-ASM  | 0-2             | 19 avril 2008     | Meriem 36e, Almiron 90e                                | -                                                |               |
| 2008-2009 | Ligue 1                 | ASM-OGCN  | 1-2             | 18 octobre 2008   | Cufré 39e (pen.)                                       | Bamogo 9e, Faé 57e                               |               |
| 2008-2009 | Coupe de France         | ASM-OGCN  | 1-0             | 25 janvier 2009   | Licata 84e                                             | -                                                |               |
| 2008-2009 | Ligue 1                 | OGCN-ASM  | 0-0             | 7 mars 2009       | -                                                      | -                                                |               |
| 2009-2010 | Ligue 1                 | OGCN-ASM  | 1-3             | 19 septembre 2009 | Nenê 8e (pen.), Alonso 12e 71e                         | Rémy 42e                                         |               |
| 2009-2010 | Ligue 1                 | ASM-OGCN  | 3-2             | 30 janvier 2010   | Park 19e 60e, Nenê 62e                                 | Ben Saada 55e, Digard 81e                        |               |
| 2010-2011 | Ligue 1                 | ASM-OGCN  | 1-1             | 27 novembre 2010  | Park 76e (pen.)                                        | Mouloungui 85e                                   |               |
| 2010-2011 | Ligue 1                 | OGCN-ASM  | 3-2             | 16 avril 2011     | Gosso 29e, Park 76e (pen.)                             | Mounier 21e, Civelli 46e, Mouloungui 58e         |               |
| 2013-2014 | Ligue 1                 | OGCN-ASM  | 0-3             | 4 décembre 2013   | Rodríguez 5e, Rivière 23e, Ocampos 88e                 | -                                                |               |
| 2013-2014 | Coupe de France         | OGCN-ASM  | 0-1 (a.p.)      | 12 février 2014   | Berbatov 114e                                          | -                                                |               |
| 2013-2014 | Ligue 1                 | ASM-OGCN  | 1-0             | 20 avril 2014     | Berbatov 5e                                            | -                                                |               |
| 2014-2015 | Ligue 1                 | ASM-OGCN  | 0-1             | 27 septembre 2014 | -                                                      | Eduardo 7e                                       |               |
| 2014-2015 | Ligue 1                 | OGCN-ASM  | 0-1             | 20 février 2015   | Silva 85e                                              | -                                                |               |
| 2015-2016 | Ligue 1                 | OGCN-ASM  | 1-2             | 8 août 2015       | Silva 51e, Kurzawa 62e                                 | Germain 7e                                       |               |
| 2015-2016 | Ligue 1                 | ASM-OGCN  | 1-0             | 25 février 2016   | Bakayoko 81e                                           | -                                                |               |
| 2016-2017 | Ligue 1                 | OGCN-ASM  | 4-0             | 21 septembre 2016 | -                                                      | Baysse 17e, Balotelli 30e 68e, Pléa 86e          |               |
| 2016-2017 | Ligue 1                 | ASM-OGCN  | 3-0             | 4 février 2017    | Germain 47e, Falcao 60e 81e                            | -                                                |               |
| 2017-2018 | Ligue 1                 | OGCN-ASM  | 4-0             | 9 septembre 2017  | -                                                      | Balotelli 6e (pen.) 60e, Pléa 18e, Ganago 85e    |               |
| 2017-2018 | Coupe de la Ligue       | OGCN-ASM  | 1-2             | 9 janvier 2018    | Lemar 3e, Diakhaby 37e                                 | Pléa 18e                                         |               |
| 2017-2018 | Ligue 1                 | ASM-OGCN  | 2-2             | 16 janvier 2018   | Diakhaby 33e, Falcao 90+2e                             | Balotelli 47e 68e                                |               |
| 2018-2019 | Ligue 1                 | ASM-OGCN  | 1-1             | 16 janvier 2019   | Badiashile 50e                                         | Saint-Maximin 30e                                |               |
| 2018-2019 | Ligue 1                 | OGCN-ASM  | 2-0             | 24 mai 2019       | -                                                      | Badiashile 50e (csc), Le Bihan 67e (pen.)        | 23 356        |
| 2019-2020 | Ligue 1                 | ASM-OGCN  | 3-1             | 24 septembre 2019 | Golovine 29e 74e, Ben yedder 80e                       | Burner 54e                                       | 9 358         |
| 2019-2020 | Ligue 1                 | OGCN-ASM  | 2-1             | 7 mars 2020       | Ben yedder 32e                                         | Dolberg 60e 90+2e                                | 20 001        |
| 2020-2021 | Ligue 1                 | OGCN-ASM  | 1-2             | 8 novembre 2020   | Disasi 23e, Diop 53e                                   | Lees-Melou 69e                                   | 0 (huis clos) |
| 2020-2021 | Ligue 1                 | ASM-OGCN  | 2-1             | 3 février 2021    | Ben yedder 28e (pen.) 51e                              | Lees-Melou 47e                                   | 0 (huis clos) |
| 2020-2021 | Coupe de France         | OGCN-ASM  | 0-2             | 8 mars 2021       | Volland 29e, Aguilar 87e                               | -                                                | 0 (huis clos) |
| 2021-2022 | Ligue 1                 | OGCN-ASM  | 2-2             | 19 septembre 2021 | Golovine 39e, Ben yedder 71e (pen.)                    | Delort 51e, Boudaoui 73e                         |               |
| 2021-2022 | Ligue 1                 | ASM-OGCN  | 1-0             | 20 avril 2022     | Golovine 45+2e                                         | -                                                | 10 247        |
| 2022-2023 | Ligue 1                 | OGCN-ASM  | 0-1             | 4 septembre 2022  | Embolo 69e                                             | -                                                | 24 125        |
| 2022-2023 | Ligue 1                 | ASM-OGCN  | 0-3             | 26 février 2023   | -                                                      | Moffi 8e 26e, Thuram 43e                         | 8 903         |
| 2023-2024 | Ligue 1                 | ASM-OGCN  | 0-1             | 22 septembre 2023 | -                                                      | Boga 90+1e                                       | 10 075        |
| 2023-2024 | Ligue 1                 | OGCN-ASM  | 2-3             | 11 février 2024   | Zakaria 16e 50e, Golovine 77e                          | Laborde 37e (pen.), Guessand 74e                 |               |

### AS Monaco-OGC Nice dans la culture populaire
La rivalité entre les deux clubs est présente dans le film comique français Les Tuche, sorti en 2011. L'acteur Jean-Paul Rouve incarne Jeff Tuche, père de la famille du même nom et qui s'occupe notamment de l'équipe de football des enfants de son village. La famille aux revenus très modeste gagne 100 millions d'euros à "l'Euro Loterie" et elle déménage à Monaco. Jeff Tuche souhaite toujours s'impliquer dans le football et il occupe ses journées en devenant entraîneur de la catégorie poussin de l'AS Monaco. Ainsi, l'une des scènes du film s'axe autour d'un match Monaco-Nice. Alors que son équipe perd 7-0, Jean-Paul Rouve motive les enfants monégasques durant la mi-temps en disant des jurons sur les Niçois et l'un d'eux accrédite ce qu'il dit. Le regain de motivation se conclut par un renversement du score et une victoire finale 8-7. Dans le même temps, des parents des deux camps sont installés à chaque extrémité de la tribune et les adultes niçois crient des insultes tandis que les adultes monégasques les regardent avec stupeur, ceci s'appuyant sur l'image d'une Nice populaire contre un Monaco plus bourgeois.

### Joueurs qui ont joué dans les deux clubs
- Sofiane Diop
- Rony Lopes
- Allan Saint-Maximin : Finaliste du Trophée des Champions en 2017 avec Monaco
- Valère Germain : Champion de France en 2017 et Champion de France de D2 en 2013 avec Monaco
- Nampalys Mendy : Champion de France de D2 en 2013 avec Monaco
- Valentin Eysseric : Vainqueur de la Coupe Gambardella en 2011 avec Monaco
- Camel Meriem
- Marama Vahirua : Finaliste de la Coupe de la Ligue en 2006 avec Nice
- Patrice Evra : Finaliste de la Ligue des Champions et élu meilleur espoir de Ligue 1 en 2004 avec Monaco
- Souleymane Camara : Vainqueur de la Coupe de la Ligue en 2003 avec Monaco
- Olivier Veigneau
- Eric Cubilier : Vainqueur de la Coupe de la Ligue en 2003 avec Monaco
- Martin Djetou : Champion de France en 1997 et 2000 avec Monaco
- Kévin Diaz : Formé à Monaco
- Jean-Paul Rostagni
- Marco Grassi : Champion de France en 1997 avec Monaco
- Philippe Léonard : Champion de France en 1997 et 2000 avec Monaco
- Jérôme Gnako : Finaliste de la Coupe d'Europe des Vainqueurs de Coupe en 1992 avec Monaco
- Éric Guérit
- / Tony Kurbos : Finaliste de la Coupe de France en 1989 avec Monaco
- Daniel Bravo : Vainqueur de la Coupe de France en 1985 avec Monaco
- André Amitrano : Champion de France en 1982 avec Monaco
- Raul Nogues : Champion de France en 1978 avec Monaco
- André Guesdon : Finaliste de la Coupe de France 1974 avec Monaco
- Claude Quittet : Champion de France de D2 en 1970 avec Nice
- Bora Milutinović : Champion de France de D2 en 1970 avec Nice
- Serge Roy : Champion de France en 1961 avec Monaco
- Yeso Amalfi : Champion de France en 1951 avec Nice

## Autres rencontres entre équipes de la Région
- Si vous ne connaissez pas le sujet, laissez ce bandeau (vous pouvez alors contacter les auteurs).
- Si vous supprimez le contenu mis en cause (vous pouvez préalablement contacter les auteurs),

argumentez précisément cette suppression dans la page de discussion
(un manque de référence n'est pas un argument ; une recherche réelle de référence doit avoir été effectuée, être formellement documentée).

### FC Antibes - AS Cannes
Lors du premier championnat de France en 1932-1933, le FC Antibes (alors l'Olympique d'Antibes) et l'AS Cannes se disputent la première place du Groupe B, permettant une qualification directe pour la finale nationale. Antibes termine premier du groupe et Cannes deuxième, mais une affaire éclate dans laquelle le club antibois aurait tenté d'acheter le match face au SC Fives (victoire 5-0). Le club est ainsi déclassé permettant à Cannes de se qualifier pour la finale (défaite 3-4 contre l'Olympique lillois).
| Saison    | Compétition        | Rencontre | Rés. | Date            | Buteur(s) pour le FC Antibes | Buteur(s) pour le FC Cannes | Spectateurs |
| --------- | ------------------ | --------- | ---- | --------------- | ---------------------------- | --------------------------- | ----------- |
| 1932-1933 | Division Nationale | ASC-OAn   | 3-0  | ?               | -                            | ?                           |             |
| 1932-1933 | Division Nationale | OAn-ASC   | 1-0  | ?               | ?                            | -                           |             |
| 1932-1933 | Coupe de France    | ASC-OAn   | 3-1  | 26 février 1933 | -                            | ?                           |             |
| 1933-1934 | Division Nationale | ASC-FCA   | 1-0  | ?               | -                            | ?                           |             |
| 1933-1934 | Division Nationale | FCA-ASC   | 4-1  | ?               | ?                            | ?                           |             |
| 1934-1935 | Division Nationale | ASC-FCA   | 3-1  | ?               | ?                            | ?                           |             |
| 1934-1935 | Division Nationale | FCA-ASC   | 1-1  | ?               | ?                            | ?                           |             |
| 1935-1936 | Division Nationale | ASC-FCA   | 2-1  | ?               | ?                            | ?                           |             |
| 1935-1936 | Division Nationale | FCA-ASC   | 0-1  | ?               | -                            | ?                           |             |
| 1936-1937 | Division Nationale | ASC-FCA   | 2-3  | ?               | ?                            | ?                           |             |
| 1936-1937 | Division Nationale | FCA-ASC   | 4-1  | ?               | ?                            | ?                           |             |
| 1937-1938 | Division Nationale | ASC-FCA   | 2-1  | ?               | ?                            | ?                           |             |
| 1937-1938 | Division Nationale | FCA-ASC   | 2-0  | ?               | -                            | ?                           |             |
| 1938-1939 | Division Nationale | ASC-FCA   | 3-0  | ?               | ?                            | -                           |             |
| 1938-1939 | Division Nationale | FCA-ASC   | 0-0  | ?               | -                            | -                           |             |
| 1939-1940 | Division Nationale | ASC-FCA   | 9-0  | ?               | ?                            | -                           |             |
| 1939-1940 | Division Nationale | FCA-ASC   | 1-3  | ?               | ?                            | ?                           |             |

### FC Antibes - OGC Nice
| Saison    | Compétition             | Rencontre | Rés. | Date              | Buteur(s) pour Antibes | Buteur(s) pour Nice | Spectateurs |
| --------- | ----------------------- | --------- | ---- | ----------------- | ---------------------- | ------------------- | ----------- |
| 1933-1934 | Division Nationale      | FCA-OGCN  | 3-2  | 17 septembre 1933 | ?                      | ?                   |             |
| 1933-1934 | Division Nationale      | OGCN-FCA  | 1-1  | 1er janvier 1934  | ?                      | ?                   |             |
| 1935-1936 | Coupe de France         | OGCN-FCA  | 0-0  | 15 décembre 1935  | -                      | -                   |             |
| 1935-1936 | Coupe de France         | FCA-OGCN  | 1-0  | 19 décembre 1935  | -                      | ?                   |             |
| 1939-1940 | Coupe de France         | FCA-OGCN  | 1-5  | 17 décembre 1939  | -                      | ?                   |             |
| 1939-1940 | Division Nationale      | OGCN-FCA  | 4-1  | ?                 | ?                      | -                   |             |
| 1939-1940 | Division Nationale      | FCA-OGCN  | 0-1  | ?                 | ?                      | ?                   |             |
| 1945-1946 | Division Interrégionale | FCA-OGCN  | 2-0  | 16 septembre 1945 | ?                      | ?                   |             |
| 1945-1946 | Division Interrégionale | OGCN-FCA  | 3-1  | 13 janvier 1946   | ?                      | ?                   |             |
| 1946-1947 | Division Interrégionale | FCA-OGCN  | 1-1  | 23 janvier 1947   | ?                      | ?                   |             |
| 1946-1947 | Division Interrégionale | OGCN-FCA  | 5-1  | 11 mai 1947       | ?                      | ?                   |             |

### AS Cannes - OGC Nice
| Saison    | Compétition             | Rencontre | Rés.          | Date              | Buteur(s) pour l'OGC Nice              | Buteur(s) pour le FC Cannes | Spectateurs |
| --------- | ----------------------- | --------- | ------------- | ----------------- | -------------------------------------- | --------------------------- | ----------- |
| 1933-1934 | Division Nationale      | ASC-OGCN  | 2-2           | 22 octobre 1933   | Rier 5e 15e                            | Raschoffer 6e, Fecchino 70e |             |
| 1933-1934 | Coupe de France         | ASC-OGCN  | 3-0           | 7 janvier 1933    | -                                      | Fecchino 32e, Bardot 55e, ? |             |
| 1933-1934 | Division Nationale      | OGCN-ASC  | 3-1           | 18 mars 1934      | Rode 17e 60e, Kramer 81e               | ?                           |             |
| 1939-1940 | Coupe de France         | OGCN-ASC  | 3-2           | 7 janvier 1940    | Leonetti 22e, De Bourgoing 64e         | Amand 40e                   |             |
| 1939-1940 | Division Nationale      | OGCN-ASC  | 2-2           | ?                 | ?                                      | ?                           |             |
| 1939-1940 | Division Nationale      | ASC-OGCN  | 2-2           | ?                 | ?                                      | ?                           |             |
| 1940-1941 | Championnat de guerre   | OGCN-ASC  | 2-2           | ?                 | ?                                      | ?                           |             |
| 1940-1941 | Championnat de guerre   | ASC-OGCN  | 2-1           | ?                 | ?                                      | ?                           |             |
| 1941-1942 | Championnat de guerre   | OGCN-ASC  | 0-1           | ?                 | ?                                      | ?                           |             |
| 1941-1942 | Championnat de guerre   | ASC-OGCN  | 3-4           | ?                 | ?                                      | ?                           |             |
| 1942-1943 | Championnat de guerre   | OGCN-ASC  | 5-2           | ?                 | ?                                      | ?                           |             |
| 1942-1943 | Championnat de guerre   | ASC-OGCN  | 3-0           | ?                 | ?                                      | ?                           |             |
| 1944-1945 | Championnat de guerre   | OGCN-ASC  | 1-0           | ?                 | ?                                      | ?                           |             |
| 1944-1945 | Championnat de guerre   | ASC-OGCN  | 2-1           | ?                 | ?                                      | ?                           |             |
| 1948-1949 | Division Nationale      | OGCN-ASC  | 2-0           | 12 septembre 1948 | Gallard 38e, Rolland 85e               | -                           |             |
| 1948-1949 | Division Nationale      | ASC-OGCN  | 1-2           | 16 janvier 1949   | Carré 52e, Skocen 89e                  | Catani 69e                  |             |
| 1960-1961 | Coupe de France         | OGCN-ASC  | 2-1           | 15 janvier 1961   | ?                                      | ?                           |             |
| 1964-1965 | Division Interrégionale | OGCN-ASC  | 3-1           | 29 novembre 1964  | Loubet 38e, Casolari 44e, Piantoni 48e | Barrou 89e (pen.)           |             |
| 1964-1965 | Division Interrégionale | ASC-OGCN  | 2-0           | 9 mai 1965        | -                                      | Guillas 79e, Barrou 84e     |             |
| 1973-1974 | Coupe de France         | ASC-OGCN  | 1-1           | 3 février 1974    | Isnard 87e                             | Broggini 10e                |             |
| 1973-1974 | Coupe de France         | ASC-OGCN  | 0-0 (5-4 tab) | 7 février 1974    | -                                      | -                           |             |
| 1987-1988 | Division 1              | ASC-OGCN  | 0-1           | 7 novembre 1987   | -                                      | Elsner 89e                  |             |
| 1987-1988 | Division 1              | OGCN-ASC  | 1-2           | 21 janvier 1998   | Bocandé 57e                            | Sassus 3e 30e               |             |
| 1988-1989 | Division 1              | OGCN-ASC  | 2-1           | 20 août 1988      | Bravo 67e (pen.), Bocandé 74e          | Savić 20e (pen.)            |             |
| 1988-1989 | Division 1              | ASC-OGCN  | 2-0           | 11 février 1989   | -                                      | Vujovic 28e, Ferri 41e      |             |
| 1989-1990 | Division 1              | OGCN-ASC  | 2-0           | 8 novembre 1989   | Kurgos 18e, Mattio 79e                 | -                           |             |
| 1989-1990 | Division 1              | ASC-OGCN  | 1-0           | 5 mai 1990        | -                                      | Mengual 43e                 |             |
| 1990-1991 | Division 1              | OGCN-ASC  | 0-0           | 10 octobre 1990   | -                                      | -                           |             |
| 1990-1991 | Division 1              | ASC-OGCN  | 2-1           | 13 janvier 1991   | Langers 67e (pen.)                     | Bray 47e, Guérit 74e        |             |
| 1992-1993 | Division 2              | ASC-OGCN  | 1-0           | 11 novembre 1992  | -                                      | Ravera 6e                   |             |
| 1992-1993 | Division 2              | OGCN-ASC  | 0-1           | 6 février 1993    | -                                      | Madar 70e                   |             |
| 1994-1995 | Division 1              | OGCN-ASC  | 2-1           | 13 août 1994      | Sandjak 19e, Nagbe 71e                 | Priou 43e                   |             |
| 1994-1995 | Division 1              | ASC-OGCN  | 2-0           | 7 janvier 1995    | -                                      | Micoud 37e, Bedrossian 90e  |             |
| 1995-1996 | Division 1              | ASC-OGCN  | 1-3           | 30 septembre 1995 | ?                                      | ?                           |             |
| 1995-1996 | Division 1              | OGCN-ASC  | 1-2           | 26 février 1996   | ?                                      | ?                           |             |
| 1996-1997 | Division 1              | OGCN-ASC  | 0-0           | 25 octobre 1996   | -                                      | -                           |             |
| 1996-1997 | Division 1              | ASC-OGCN  | 1-1           | 5 avril 1997      | -                                      | ?                           |             |
| 1998-1999 | Division 2              | OGCN-ASC  | 0-3           | 19 août 1998      | -                                      | ?                           |             |
| 1998-1999 | Division 2              | ASC-OGCN  | 0-1           | 30 janvier 1999   | ?                                      | -                           |             |
| 1999-2000 | Division 2              | ASC-OGCN  | 0-1           | 6 novembre 1999   | ?                                      | -                           |             |
| 1999-2000 | Coupe de la Ligue       | OGCN-ASC  | 1-0           | 16 novembre 1999  | ?                                      | -                           |             |
| 1999-2000 | Division 2              | OGCN-ASC  | 2-0           | 24 avril 2000     | ?                                      | -                           |             |
| 2000-2001 | Division 2              | ASC-OGCN  | 2-1           | 28 octobre 2000   | -                                      | ?                           |             |
| 2000-2001 | Division 2              | OGCN-ASC  | 2-0           | 14 avril 2001     | ?                                      | -                           |             |

### AS Monaco - AS Cannes
| Saison    | Compétition             | Rencontre | Rés. | Date              | Buteur(s) pour l'AS Monaco | Buteur(s) pour l'AS Cannes | Spectateurs |
| --------- | ----------------------- | --------- | ---- | ----------------- | -------------------------- | -------------------------- | ----------- |
| 1939-1940 | Coupe de France         | ASM-ASC   | 1-2  | 17 décembre 1939  | ?                          | ?                          |             |
| 1940-1941 | Coupe de France         | ASC-ASM   | 3-2  | 5 janvier 1941    | ?                          | ?                          |             |
| 1949-1950 | Division Interrégionale | ASC-ASM   | 3-1  | 27 novembre 1949  | ?                          | ?                          |             |
| 1949-1950 | Division Interrégionale | ASM-ASC   | 0-2  | 30 avril 1950     | -                          | ?                          |             |
| 1950-1951 | Division Interrégionale | ASC-ASM   | 4-4  | 19 novembre 1950  | ?                          | ?                          |             |
| 1950-1951 | Division Interrégionale | ASM-ASC   | 1-3  | 29 avril 1951     | ?                          | ?                          |             |
| 1951-1952 | Division Interrégionale | ASC-ASM   | 2-1  | 12 décembre 1951  | ?                          | ?                          |             |
| 1951-1952 | Division Interrégionale | ASM-ASC   | 2-1  | 25 mai 1952       | ?                          | ?                          |             |
| 1952-1953 | Division Interrégionale | ASC-ASM   | 1-6  | 28 septembre 1952 | ?                          | ?                          |             |
| 1952-1953 | Division Interrégionale | ASM-ASC   | 1-0  | 22 février 1953   | Jean Grumellon 5e          | -                          |             |
| 1964-1965 | Coupe de France         | ASM-ASC   | 5-1  | 17 janvier 1965   | ?                          | ?                          |             |
| 1965-1966 | Division Nationale      | ASM-ASC   | 0-0  | 24 octobre 1965   | -                          | -                          |             |
| 1965-1966 | Division Nationale      | ASC-ASM   | 0-3  | 13 avril 1966     | ?                          | -                          |             |
| 1969-1970 | Division Interrégionale | ASC-ASM   | 1-0  | 7 décembre 1969   | -                          | Yvon Douis 21e             |             |
| 1969-1970 | Division Interrégionale | ASM-ASC   | 1-1  | 5 mai 1970        | Stevan Ostojić 87e         | Dominique Tiberi 25e       |             |
| 1970-1971 | National (D2)           | ASM-ASC   | 3-1  | 22 août 1970      | ?                          | ?                          |             |
| 1970-1971 | National (D2)           | ASC-ASM   | 4-2  | 23 mai 1971       | ?                          | ?                          |             |
| 1972-1973 | Division 2              | ASC-ASM   | 1-0  | 22 octobre 1972   | -                          | ?                          |             |
| 1972-1973 | Division 2              | ASM-ASC   | 4-1  | 1er avril 1973    | ?                          | ?                          |             |

### AS Monaco - FAC Nice
| Saison    | Compétition             | Rencontre | Rés. | Date             | Buteur(s) pour l'AS Monaco | Buteur(s) pour le FAC Nice | Spectateurs |
| --------- | ----------------------- | --------- | ---- | ---------------- | -------------------------- | -------------------------- | ----------- |
| 1930-1931 | Coupe de France         | ASM-FACN  | 5-1  | 9 novembre 1930  | ?                          | ?                          |             |
| 1932-1933 | Coupe de France         | ASM-FACN  | 5-2  | 30 octobre 1932  | ?                          | ?                          |             |
| 1933-1934 | Division Interrégionale | FACN-ASM  | 2-3  | 3 septembre 1933 | ?                          | ?                          |             |
| 1933-1934 | Division Interrégionale | ASM-FACN  | 2-0  | 3 décembre 1933  | ?                          | -                          |             |